# Watervluchtmolen

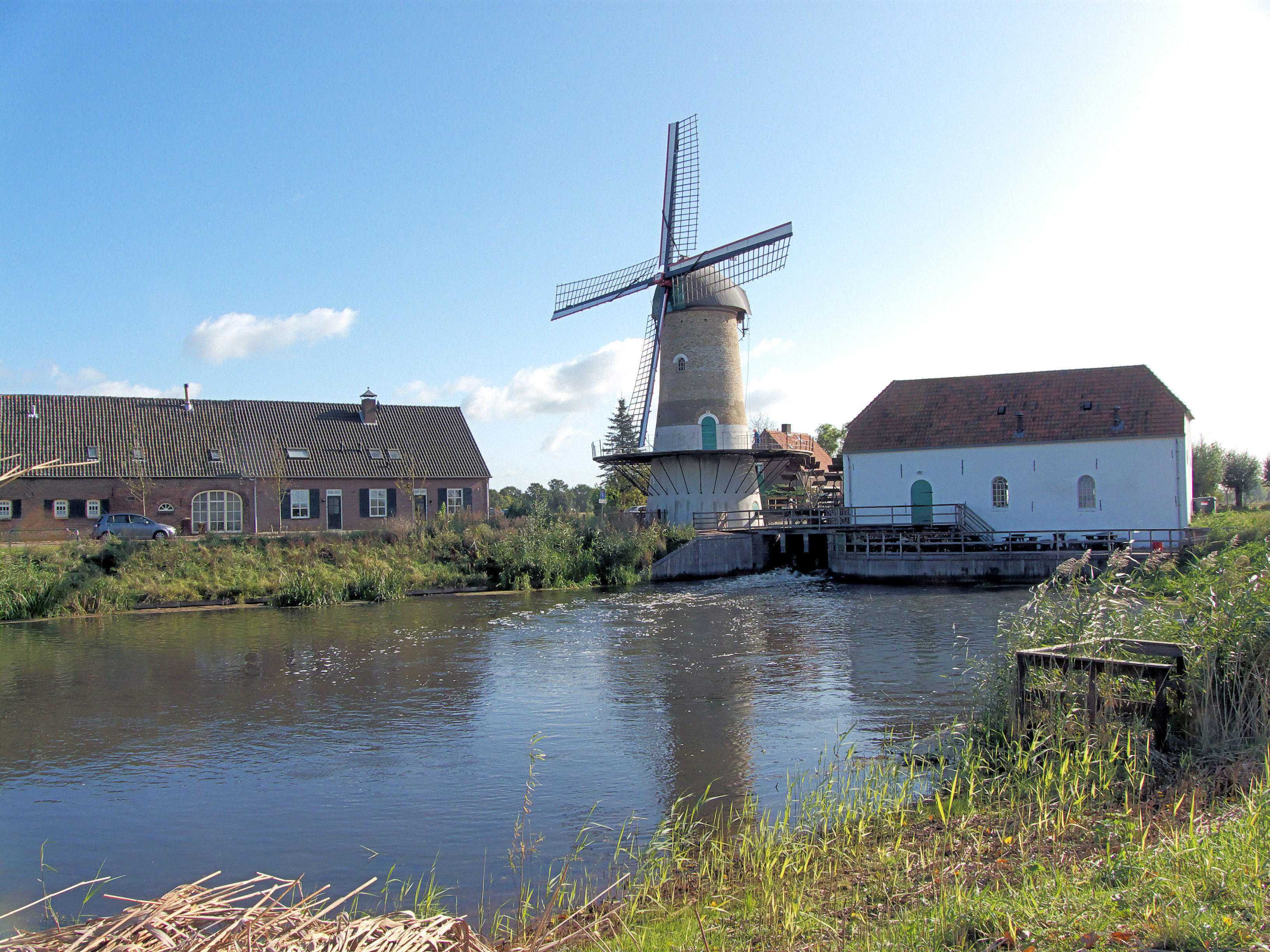
Kilsdonkse Molen

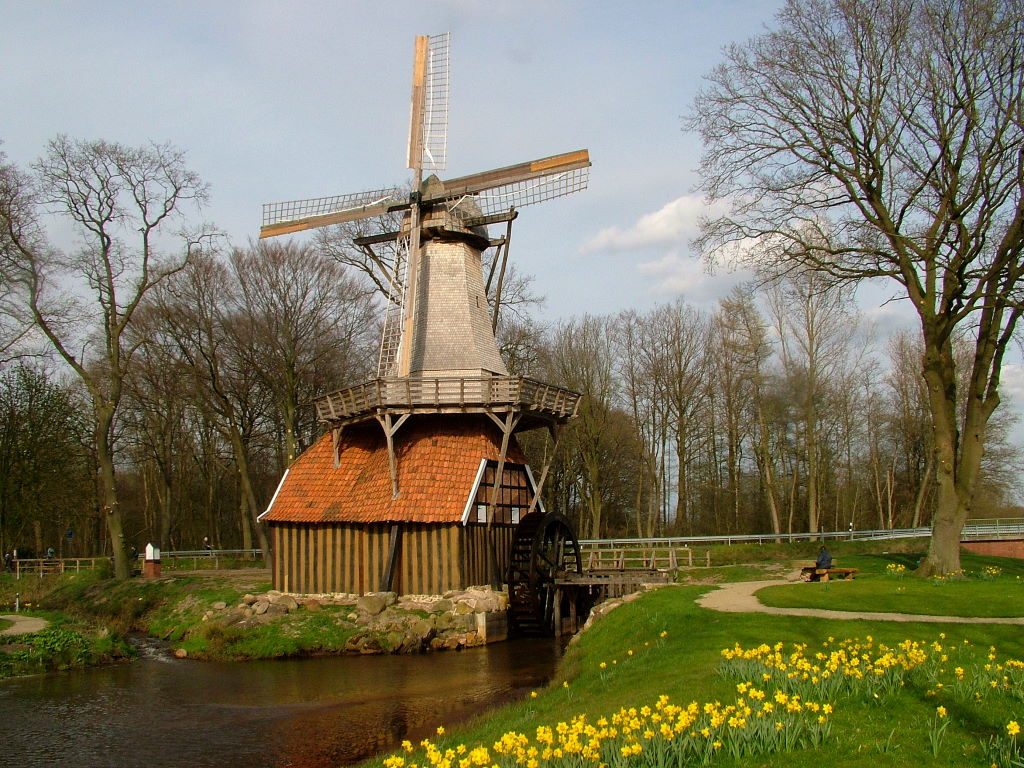
Hüvener Mühle

Een watervluchtmolen is een kruising tussen een windmolen en een watermolen en kan zowel door wind als door water aangedreven worden.
In Nederland waren tot voor kort geen watervluchtmolens meer te vinden, maar in 2008 is de Kilsdonkse Molen grotendeels gerestaureerd en op 25 november 2008 is de molen weer maalvaardig geworden.
Over de grens in het Duitse Emsland te Hüven staat een gaaf exemplaar, de Hüvenermühle.